# Radikal 213

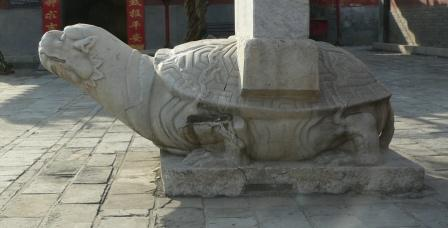
Bixi

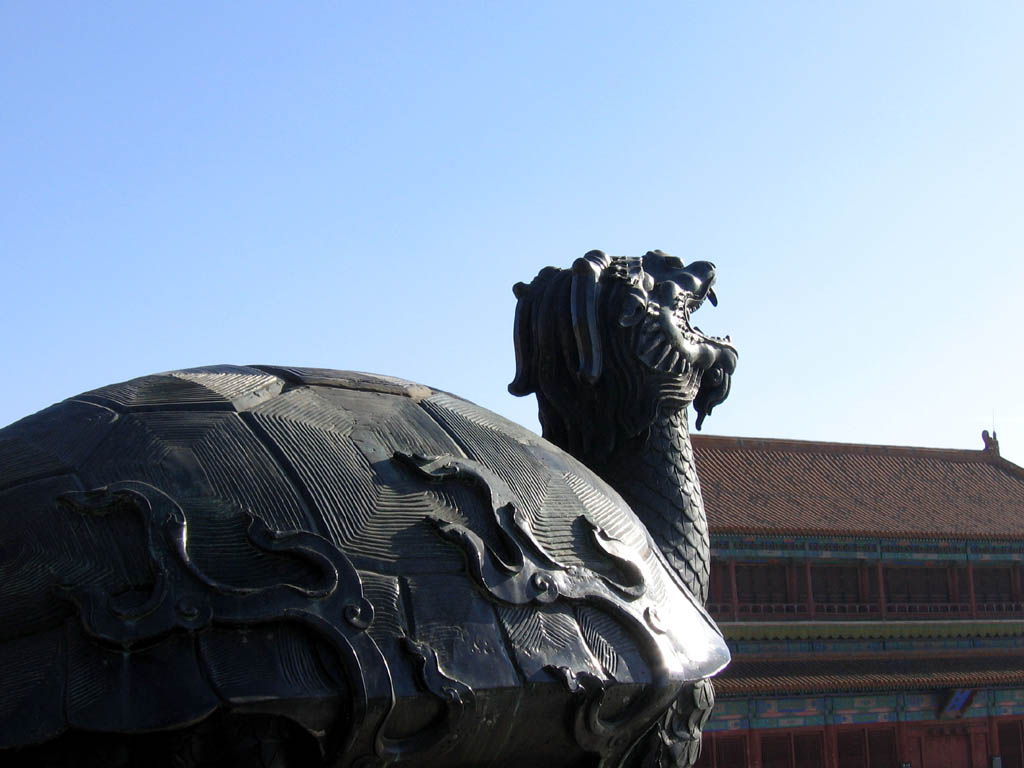
Schildkröte in der Verbotenen Stadt

Radikal 213 mit der Bedeutung „Schildkröte“ ist eines von lediglich zwei traditionellen Radikalen der chinesischen Schrift mit  sechzehn Strichen.  
Mit lediglich einer einzigen Zeichenverbindung in Mathews’ Chinese-English Dictionary kommt es sehr selten vor. Im Kangxi-Wörterbuch waren es immerhin noch 24 Schriftzeichen, die unter diesem Radikal zu finden waren.
Die Orakelknochenform zeigt einen Frosch, ein Bild, das in der Siegelform schon nicht mehr zu erkennen ist. 
In China wurden Schildkröten schon immer gerne gegessen. So werden jährlich etwa 10 Millionen Tiere importiert. Häufig sind es Arten, die stark bedroht sind. Aber nicht einmal Schildkröten-Farmen können bislang in ausreichendem Maße den Bedarf decken.
In der asiatischen Kunst werden Schildkröten häufig dargestellt, oft in Palästen, Tempeln und Grabanlagen, wobei sie nicht selten als Bixi eine Stele mit Inschriften auf dem Rücken tragen. 
Die traditionelle Langform von Radikal 213 kann auf geringfügig unterschiedliche Weise geschrieben werden. 
Die Variante mit unterbrochenen Horizontallinien benötigt eigentlich 18 Striche:

durchgezogene Striche
unterbrochene Striche

## Schriftzeichenverbindungen, die vom Radikal 213 regiert werden
| Striche | Zeichen  |
| ------- | -------- |
| +0      | 龜 亀 龟 |
| +05     | 龝       |
| +12     | 龞       |

 Im Unicodeblock Kangxi-Radikale ist das Radikal 213 unter der Codepointnummer 12.244 (U+2FD4) codiert.